# Acraea bourgeoni
Acraea bourgeoni är en fjärilsart som beskrevs av Henri Schouteden 1919. Acraea bourgeoni ingår i släktet Acraea och familjen praktfjärilar. Inga underarter finns listade i Catalogue of Life.